# Paweł Iwanowicz Sapieha
Paweł Iwanowicz Sapieha (zm. w marcu 1579) – wojewoda nowogródzki od 1558 i podlaski od 1556.

## Życiorys
Był synem Iwana Semenowicza Sapiehy. W latach 1502–1504 wraz z bratem Piotrem studiował na Akademii Krakowskiej.
W 1517 r. po śmierci ojca otrzymał dzierżawę brasławską, a wkrótce potem został marszałkiem hospodarskim. W maju 1519 w wyniku podziału majątku otrzymał Kodeń z przyległościami. W wyniku zatargów granicznych utracił go przejściowo latach 1542–1547. W listopadzie 1551 wystąpił on z żądaniem zwrotu dóbr dziedzicznych po zmarłym bezpotomnie bracie Fryderyku (Fiodorze) Boćków, Dubna i Knoryd.
Uczestnik wojny z Moskwą w latach 1534–1535. W 1549 r. prowadził rozmowy w imieniu króla z poselstwem moskiewskim w sprawie przedłużenia rozejmu. W 1556 r. otrzymał województwo podlaskie, a w 1558 r. województwo nowogródzkie. Uczestnik ośmiu kolejnych sejmów litewskich w latach 1559–1568. Na sejmie bielskim 1564 roku był świadkiem wydania przywileju bielskiego przez króla Zygmunta II Augusta. Mimo początkowego oporu podporządkował się uchwałom unii lubelskiej, jego pieczęć i podpis widnieją na akcie unii. W 1573 roku potwierdził elekcję Henryka III Walezego na króla Polski. Podczas drugiego bezkrólewia brał udział w pocz. sierpnia 1575 w zjeździe stanów litewskich w Wilnie, uczestniczył w końcu lipca 1575 w zjeździe senatorów litewskich ze Stefanem Batorym w Knyszynie.
Był wyznawcą prawosławia, a przez pewien czas życia kalwinizmu. Ufundował ok. 1530 murowaną cerkiew Św. Ducha na zamku w Kodniu. Był dwukrotnie żonaty. Z pierwszego małżeństwa z Oleną z kniaziów Holszańskich (zm. 1557) miał trzech synów: Mikołaja, Aleksandra wojewodę witebskiego i Bohdana wojewodę mińskiego oraz trzy córki: Bohdanę, Teodorę żonę Ostafiego Wołłowicza i Marynę. Drugą żoną była Aleksandra Chodkiewicz córka wojewody nowogródzkiego Aleksandra. Z drugiego małżeństwa miał syna Andrzeja oraz córki: Wasylisę i Reginę. Paweł Sapieha zmarł w początkach marca 1579 przed 13 kwietnia kiedy to synowie dokonali podziału majątku. Został pochowany w cerkwi Św. Trójcy w Wilnie.